# EERE
O Escritório de Eficiência Energética e Energia Renovável (em inglês Office of Energy Efficiency and Renewable Energy sigla EERE) é um escritório dentro do Departamento de Energia de Estados Unidos que investe em investigação e desenvolvimento de alto risco e alto valor e o desenvolvimento nos âmbitos das tecnologias de eficiência energética e energias renováveis. O escritório de EERE é dirigida pelo Subsecretário de Eficiência Energética e Energia Renovável, que gere vários escritórios internos do EERE e dez programas que apoiam a investigação, o desenvolvimento e atividades de divulgação.

## Gestão e organização
A missão do Escritório de Eficiência Energética e a Energia Renovável, de acordo com a página site do Departamento de Energia  de Estados Unidos, consiste em fortalecer a segurança energética de Estados Unidos, a qualidade ambiental e a vitalidade económica de associações público-privadas que melhorem a eficiência energética e a produtividade; proporcionar ao Mercado tecnologias energéticas limpas, confiáveis e de baixo custo, e fazer uma diferença nas vidas quotidianas dos cidadãos mediante a melhora de suas opções de energia e sua qualidade de vida.
O Escritório de EERE está encabeçada pelo Subsecretario de Eficiência Energética e Energias Renováveis, que é nomeado pelo Presidente e confirmado pelo Senado dos Estados Unidos. O Escritório gere dez programas principais, a cada um dos quais é responsável pela investigação, o desenvolvimento e a divulgação num campo particular das energias renováveis ou a eficiência energética.

### Subsecretaria
O secretário anexo interino da Eficiência Energética e Energias Renováveis é o Dr. Henry Kelly.

### Escritórios
EERE está dividido internamente em vários escritórios que se encarregam de diferentes aspectos de suas operações.
- Administração Comercial
- Comercialização e Divulgação
- Escritório de Golden Field
- Avanço e Difusão de Tecnologia
- Desenvolvimento Tecnológico

## Principais Programas
- Programa de Gestão da Energia Federal[4]
- Programa de Tecnologias Geotermais[5][6]
- Programa de Tecnologias Industriais[7]
- Programa Intergovernamental e de Climatização mediante quatro programas diferentes que utilizam todas as tecnologias de energia renovável e eficiência energética do EERE:[8]
- Incentivo para a Produção de Energia Renovável
- Programa Energético de Estado
- Programa Energético Tribal
- Programa de Assistência à Climatização
- Programa de Tecnologias de Hidroeletricidade e Vento[9]

### Programa de Tecnologias de Energia Solar
O Programa de Tecnologias da Energia Solar tem quatro subprogramas: fotovoltaica, energia termosolar de concentração, transformação do Mercado e integração de sistemas.
O subprograma de Integração de Sistemas trabalha com a indústria solar, eléctricas e laboratórios nacionais para  fazer frente às barreiras técnicas ao desenvolvimento a longa escala das tecnologias solares, especificamente às estações centrais e distribuídas.

### Programa de Tecnologias de Veículos
O Programa de Tecnologias de Veículos trabalha com a indústria para desenvolver tecnologias que possam aumentar a eficiência energética dos veículos e pesquisar, desenvolver, demonstrar, Provar, validar e comercializar e educar sobre veículos que não utilizem combustíveis.
Dentro de dito programa, o Departamento de Energia tem anunciado até 4 milhões de dólares para desenvolver carregadores sem fios para veículos eléctricos.

## Actividades e eventos financiados pelo EERE
O Escritório de patrocinadores EERE, em sua totalidade ou em parte, as actividades destinadas à difusão pública e a participação na eficiência energética e tecnologias de energia renovável. Importantes eventos nacionais incluem:
- Solar Decathlon
- EcoCAR[15]
- Solar America Cities

## PMEs
Há programas específicos para pequenas empresas, como os de Small Business Innovation Research (SBIR) (Investigação Inovadora para Pequenas Empresas)  e Small Business Technology Transfer (STTR) (Transferência de Tecnologia para Pequenas Empresas).

## Laboratórios nacionais
O Escritório de EERE proporciona fundos a 12 laboratórios nacionais do Departamento de Energia dos EUA para projetos de energia renovável e a eficiência energética:
- Argonne National Laboratory
- Brookhaven National Laboratory
- Idaho National Laboratory
- Lawrence Berkeley National Laboratory
- Lawrence Livermore National Laboratory
- Os Alamos National Laboratory
- National Energy Technology Laboratory
- National Renewable Energy Laboratory
- Oak Ridge National Laboratory
- Pacific Northwest National Laboratory
- Sandia National Laboratories
- Savannah River National Laboratory